# Поводово (Великопольське воєводство)
Поводово (пол. Powodowo) — село в Польщі, у гміні Вольштин Вольштинського повіту Великопольського воєводства.
Населення — 577 осіб (2011).
У 1975-1998 роках село належало до Зеленоґурського воєводства.

## Демографія
Демографічна структура станом на 31 березня 2011 року:
|          | Загалом | Допрацездатний вік | Працездатний вік | Постпрацездатний вік |
| -------- | ------- | ------------------ | ---------------- | -------------------- |
| Чоловіки | 300     | 70                 | 200              | 30                   |
| Жінки    | 277     | 42                 | 162              | 73                   |
| Разом    | 577     | 112                | 362              | 103                  |